# Halsbandskråka
Halsbandskråka (Corvus torquatus) är en hotad östasiatisk fågel i familjen kråkfåglar inom ordningen tättingar.

## Utseende och läten
Halsbandskråkan är en stor (54 cm) glansigt svart och vit kråkfågel med kraftig näbb. Kontrasterande vit nacke och vitt bröst band som formar ett halsband skiljer den från alla andra kråkfåglar utom klippkajan. Denna är dock mycket mindre och har bland annat mer utbrett vitt på undersidan. Lätena är hesare än kråkans. Det vanligaste är ett ljudligt och ofta upprepat "kaaarr", men även olika klickande och knarrande läten hörs.

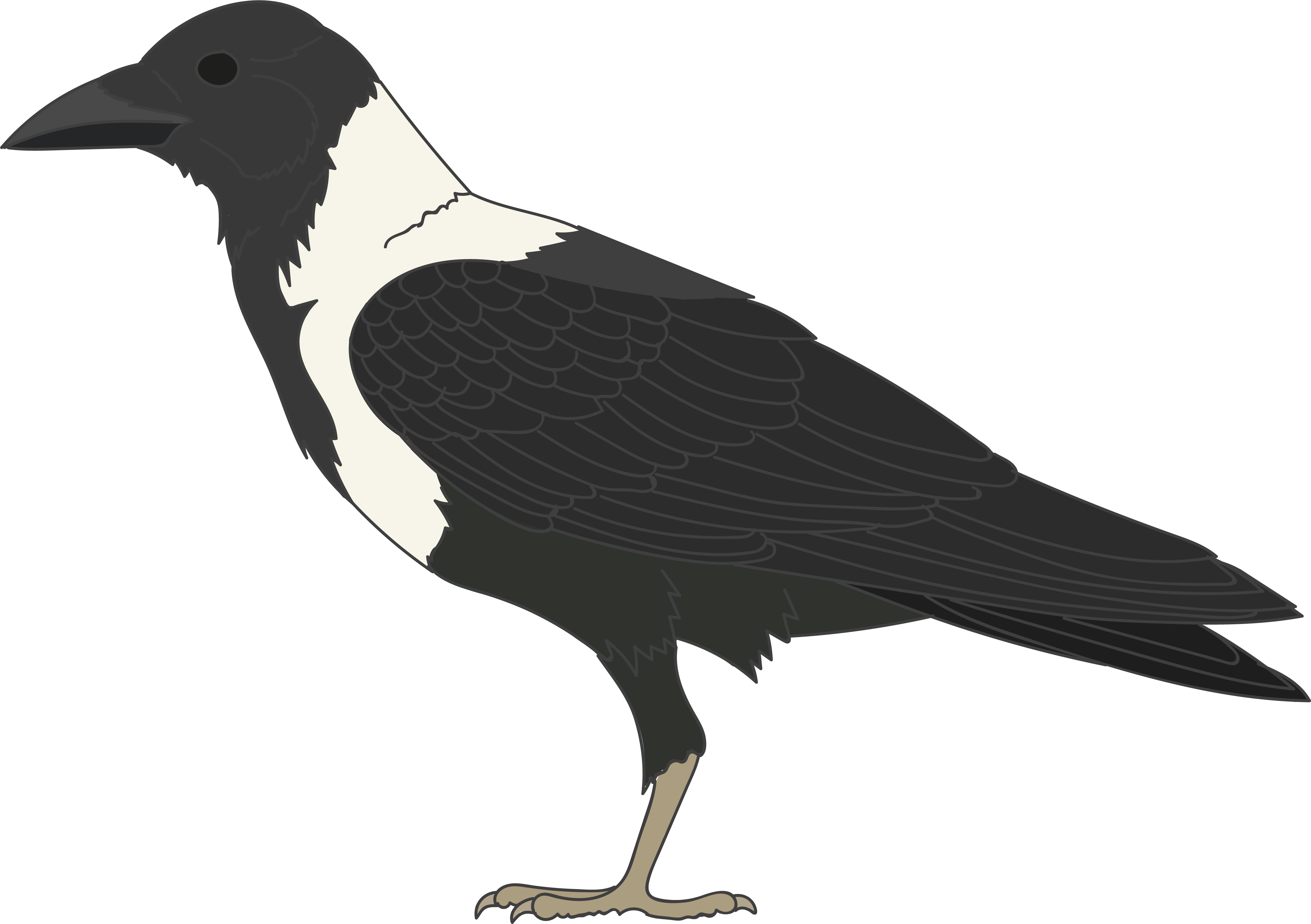

## Utbredning och systematik
Halsbandskråkan förekommer i låglänta delar av centrala, östra och sydöstra Kina, från södra Gansu och Shaanxi österut till Liaoning, Hebei och Shandong och vidare söderut till Sichuan, Yunnan, Hainan, Guangdong och Fujian. Den ses även i Vietnam i låglänta östra Tonkin söderut till centrala Annam. Arten är stannfågel i södra delarna av utbredningsområdet, men många individer i norr flyttar söderut till mildare kustnära områden. Tidigare förekom den även på Taiwan, men endast tre observationer har gjorts de senaste decennierna, den senaste 1987. Den behandlas som monotypisk, det vill säga att den inte delas in i några underarter.

## Levnadssätt
Halsbandskråkan ses i slättlandskap, odlade fält, flodbäddar, byar och små städer, ibland i blandade flockar med stornäbbad kråka. Den är en allätare, men är asätare i mycket mindre omfattning än både svartkråka och stornäbbad kråka. Fågeln inleder häckning i början av april i södra Kina med flygga ungar observerade i slutet av mars. Den antas bilda monogama långvariga par.

## Status och hot
Internationella naturvårdsunionen IUCN kategoriserar numera denna art som sårbar (VU) efter nya uppgifter som visar på att den minskar relativt kraftigt i antal. Fågeln hotas av jordbrukets intensifiering, framför allt användningen av bekämpningsmedel som minskar födotillgången, men även förföljelse. Världspopulationen uppskattas till högst 10.000 vuxna individer.